# KK FMP
Der KK FMP (serbisch-kyrillisch КК ФМП), gewöhnlich als FMP oder FMP Železnik bekannt, ist ein serbischer Basketballverein aus Belgrad. Der ursprünglich unter diesem Namen antretende Verein, der zweimal die ABA-Liga gewann und viermal den nationalen Pokalwettbewerb, fusionierte 2011 mit KK Roter Stern Belgrad. Diese Fusion verlief anschließend nicht reibungslos und der 2009 aus Novi Sad nach Belgrad übergesiedelte KK Radnički übernahm den Namen FMP. Schließlich siedelte sich der bisherige KK Radnički FMP auch am früheren Heimspielort Železnik Hall an und übernahm das alte Emblem von FMP Železnik. Zurzeit spielt der Verein in der ersten serbischen Basketballliga.

## Geschichte

### FMP Železnik (1975 bis 2011)
Auf eine Initiative der Belgrader Bezirksverwaltung Železnik sowie der Maschinenfabrik Ivo Lola Ribar wurde am 26. März 1975 der Basketballverein ILR Železnik gegründet. Der Verein wurde als Sportgemeinschaft Ivo Lola Ribar gegründet und zählte 700 Mitglieder. Diese waren auf acht Sportarten verteilt: Fußball, Basketball, Schach, Handball, Volleyball, Kegeln, Boxen und Sportschießen. Da sich die Mannschaft rasch entwickelte und von den Zuschauern gute Unterstützung fand, wurden bis 1977 auch alle Jugendvereine sowie eine Damenmannschaft aufgestellt. Bis 1986 steigerte sich der Verein kontinuierlich bis zum Aufstieg in die 1. Serbische Liga. Diese stellte die höchste regionale Liga dar und wurde im Land nur noch durch die 1. Jugoslawische Liga übertroffen. Aus wirtschaftlichen Gründen musste die Mannschaft allerdings 1986 aus dem Wettbewerb austreten und der Verein wurde stillgelegt.
Erst 1991 wurde der Verein dank des Belgrader Unternehmens A.D. FMP wieder aktiv. Aus diesem Grunde wurde auch der Vereinsname in FMP umbenannt. Der weitere Vereinsverlauf begann in der zweiten Liga im nun allein aus dem heutigen Serbien und Montenegro bestehenden Jugoslawien. Mit dem Meisterschaftssieg 1995 in der zweiten Liga wurde der Aufstieg in die 1. Jugoslawische Liga erreicht, den bis dato größten Vereinserfolg. 1997 schrieb man die Erfolgsgeschichte weiter und holte sich zum ersten Mal in der Vereinsgeschichte den jugoslawischen Pokalsieg.
Bis zum Jahre 2003 dauerte es einen neuen Erfolg zu erringen. Die Mannschaft holte sich erneut den nationalen Pokal. Im Finale der ABA-Liga 2004, eine überregionale Liga in Südosteuropa, besiegte man Cibona Zagreb in Zagreb und holte sich zum ersten Mal diesen Titel. Dies ist auch der bislang größte Vereinstitel. Ein Jahr darauf sicherte man sich zum dritten Mal den Pokal. 2006 holte sich die Mannschaft zum zweiten Mal den Titel in der ABA-Liga im Finale gegen den Stadtrivalen Partizan. Auch wurde der 2007 der vierte Pokaltriumph eingefahren und zur Krönung spielte man im Halbfinale des ULEB Cups. 2011 fand eine Fusion mit der Basketballabteilung von Roter Stern statt.

#### Erfolge
- Halbfinale des ULEB Cups: 2007
- Sieger der ABA-Liga: 2004, 2006
- Jugoslawischer bzw. Serbischer Pokalsieger: 1997, 2003, 2005, 2007

### Radnički Novi Sad (1970 bis 2009)
Dieser Verein wurde 1970 als Arbeitersportklub Radnički in Novi Sad gegründet. Die Basketballmannschaft des Vereins spielte bis 2009 als Radnički Invest Inženjering in der höchsten serbischen Spielklasse.

### KK Radnički Belgrad (seit 2009)
Schließlich siedelte sich die professionelle Herrenmannschaft als Radnički Basket in der Hauptstadt Belgrad an. Nach dem Zusammenschluss von FMP Železnik und Roter Stern 2011 wurde FMP schließlich Sponsor von Radnički Basket, die als KK Radnički FMP antraten, bevor sie schließlich das Logo und die alte Heimspielstätte des Vorgängervereins FMP Železnik übernahmen.